# Margarida de Chaves
Margarida de Chaves (Ponta Delgada, 1530 — Ponta Delgada, 8 de Setembro de 1575) foi uma matrona da cidade de Ponta Delgada, nos Açores, que pela sua virtude e pelos milagres atribuídos à sua intercessão foi declarada uma venerável da Igreja Católica Romana. Embora o seu processo de canonização não tenha sido concluído, é frequentemente referida por Santa Margarida de Chaves.

## Biografia
Era filha de Afonso Anes de Chaves, natural de Chaves, e de sua mulher Madalena Fernandes. Nasceu no local onde hoje existe a Casa Bensaúde, no centro de Ponta Delgada. Casou em 1544 com António Jorge Correia, natural da cidade do Porto, tendo deste casamento resultado três filhos e uma filha, todos eles inclinados para a vida religiosa: um filho faleceu enquanto estudante da Universidade de Coimbra; outro foi formado em Cânones por aquela Universidade e foi assassinado quando era abade de Nossa Senhora da Atalaia, em Pinhel; o outro, de seu nome Gonçalo Correia de Sousa, também formado em Cânones por Coimbra, foi cónego em Santarém e defensor da causa da canonização de sua mãe em Roma; a filha professou no Convento de Santo André de Ponta Delgada.
Margarida de Chaves desde cedo mostrou grande inclinação para a vida religiosa, passando longas horas em contemplação na igreja e seguindo uma vida austera e pautada por rigorosa observância religiosa. Com isto foi ganhando fama de santidade, a qual foi crescendo em resultado da sua doença e da morte ter sido rodeada de grande aparato religioso. Em pouco tempo foram atribuídos diversos milagres à sua intercessão, tendo o bispo de Angra D. Pedro de Castilho mandado fazer um investigação do caso, de que resultou um sumário, datado de 27 de Março de 1586, enviado a Roma com vista à sua canonização.
A sua sepultura foi aberta e dela foram retiradas relíquias a que se atribuíram múltiplos milagres, a maior parte envolvendo curas inexplicadas através da ingestão de água que contactara com a relíquia. Ainda assim, depois de declarada venerável e apesar dos esforços da família, o processo de canonização não foi concluído. Neste processo, ficou célebre a persistência do seu filho Gonçalo Correia de Sousa, de quem D. Francisco Manuel de Melo, no capítulo dedicado a Remoques perigosos e impertinências da sua Carta de Guia de Casados, conta que agia com exquesita importunação junto do cardeal a quem o papa Paulo V tinha encarregue do caso da venerável Margarida de Chaves. Depois de muito pressionado, e não conseguindo evitar novo encontro com o requerente, o cardeal terá exclamado em exasperação: Senhor, não nos cansemos em provas de santidade de vossa mãe; provai somente que vos sofreu, que o papa a declarará logo por santa.
Margarida de Chaves teve Gaspar Frutuoso por confessor, que lhe dedicou o Capítulo XCV do Livro IV das Saudades da Terra. A informação nele contida foi reproduzida, com variantes, por quase todos os historiadores açorianos. Para além disso, foi escrita uma obra apologética da santidade de Margarida de Chaves, provavelmente da autoria de seu filho Gonçalo Correia de Sousa, intitulada Breve Compêndio da Santa Vida da Venerável Matrona Margarida de Chaves de Gloriosa Memória, que teve edições em castelhano e em italiano, esta última impressa no ano de 1620, em Roma, na oficina de Bartolomeo Zanneti. Para além desta obra, muitos outros hagiógrafos a referem.
Contudo, a sua biografia mais completa é a obra intitulada A Margarita Animada, da autoria de Francisco Afonso de Chaves e Melo, descendente de uma sua irmã. Essa obra, escrita por volta de 1720 e editada em Lisboa no ano de 1723, compila os sumários existentes, então na posse da família do autor, e historia o desenvolvimento do culto nos anos imediatos à morte da venerável. Uma reedição da obra, promovida em 1994 pelo Instituto Cultural de Ponta Delgada, incluiu um apêndice documental, extensas notas e uma resenha genealógica da família de Margarida de Chaves.
Em antecipação da sua canonização, foi construída em Ponta Delgada uma ermida, hoje desaparecida, provisoriamente dedicada a Santa Margarida Mártir, onde se pretendia manter o seu culto. Na Canada dos Prestes, arredores de Ponta Delgada, ainda subsiste uma pequena ermida, intitulada de Santa Margarida de Chaves, mandada construir em finais do século XVII por Francisco Afonso de Chaves.